# 三街河
三街河，位于中华人民共和国云南省西部，是元江上游礼社江段左岸支流，发源于南华县西部五街镇以南的鸡子地，向南流入楚雄市，东南流至三街镇转西南，经八角镇后汇入礼社江。河流全长46.9公里，流域面积367.7平方公里，落差1749米。年均流量1.402亿立方米。流域内山高坡陡，河谷深切。